# الاتسکیوی
الاتسکیوی (به لاتین: Alatskivi) یک سکونتگاه مسکونی در استونی است که در محله الاتسکیوی واقع شده‌است.